# Krim Ljubljana
Krim Mercator (RK Krim Ljubljana eller RK Krim) er en slovensk kvindehåndboldklub. Klubben er en af de mest succesfulde kvindehåndboldklubber i Europa og den mest succesfulde i Slovenien. Klubben blev grundlagt i 1984 i Ljubljana, og holdet spiller de mest vigtige kampe i Kodeljevo Hall med plads til 4.500 tilskuere.
Siden 1995 har Krim vundet den slovenske liga hvert år, og den har to gange, i 2001 og 2003, vundet EHF Champions League samt tre gange, i 1999, 2004 og 2006, været i finalen. Klubbens hold er trænet af Uroš Bregar.

## Resultater
- Slovenien Første Liga

Vinder: 1995, 1996, 1997, 1998, 1999, 2000, 2001, 2002, 2003, 2004, 2005, 2006, 2007, 2008, 2009, 2010, 2011, 2012, 2013, 2014, 2015, 2017, 2018, 2019, 2020, 2021
- Slovenien Cup

Vinder: 1993, 1994, 1995, 1996, 1997, 1999, 2000, 2001, 2002, 2003, 2004, 2005, 2006, 2007, 2008, 2009, 2010, 2011, 2012, 2013, 2014, 2015, 2016, 2017, 2018, 2019, 2020, 2021
- Slovenien Supercup

Vinder: 2014, 2015, 2016, 2017, 2018, 2019, 2020, 2021
- EHF Champions League

Vinder: 2001, 2003
Finalist: 1999, 2004, 2006
- EHF Champions Trophy

Vinder: 2003, 2004
Finalist: 2006
Semifinalist: 1999, 2001

### Andre turneringer
- Baia Mare Champions Trophy:

Fjerdeplads: 2014

## Spillertruppen 2022-23
| Nr. | Navn                  | Nationalitet      | Alder                      | Position     |
| --- | --------------------- | ----------------- | -------------------------- | ------------ |
| 2   | Sanja Radosavljević   | Serbien           | 15. januar 1994 (31 år)    | Venstre fløj |
| 3   | Manca Jurič           | Slovenien         | 18. januar 1995 (30 år)    | Stregspiller |
| 4   | Jovanka Radičević     | Montenegro        | 23. oktober 1986 (38 år)   | Højre fløj   |
| 5   | Tjaša Stanko          | Slovenien         | 11. juni 1997 (27 år)      | Playmaker    |
| 7   | Allison Pineau        | Frankrig          | 2. maj 1989 (35 år)        | Playmaker    |
| 8   | Ema Abina             | Slovenien         | 18. februar 1999 (26 år)   | Venstre fløj |
| 9   | Nina Žabjek           | Slovenien         | 4. marts 1998 (27 år)      | Playmaker    |
| 11  | Darja Dmitrijeva      | Rusland           | 9. august 1995 (29 år)     | Playmaker    |
| 12  | Bárbara Arenhart      | Brasilien         | 4. oktober 1986 (38 år)    | Målvogter    |
| 14  | Laura Cerovak         | Slovenien         | 6. september 2000 (24 år)  | Venstre back |
| 15  | Valentina Klemenčič   | Slovenien         | 5. februar 2002 (23 år)    | Stregspiller |
| 16  | Zala Miklič           | Slovenien         | 13. september 2002 (22 år) | Målvogter    |
| 19  | Nataša Ljepoja        | Slovenien         | 28. januar 1996 (29 år)    | Stregspiller |
| 20  | Alja Varagić          | Slovenien         | 11. december 1990 (34 år)  | Højre back   |
| 23  | Betchaidelle Ngombele | Republikken Congo | 23. april 2004 (20 år)     | Venstre back |
| 25  | Barbara Lazović       | Slovenien         | 4. januar 1988 (37 år)     | Højre back   |
| 48  | Sára Kovářová         | Tjekkiet          | 9. februar 1999 (26 år)    | Højre back   |
| 61  | Jovana Risović        | Serbien           | 7. oktober 1993 (31 år)    | Målvogter    |
| 66  | Aleksandra Rosiak     | Polen             | 7. juli 1997 (27 år)       | Venstre back |
| 71  | Ema Marković          | Slovenien         | 17. august 2003 (21 år)    | Højre fløj   |
| 99  | Maja Svetik           | Slovenien         | 9. marts 1996 (29 år)      | Venstre fløj |

## Kendte spillere
Blandt de mest kendte spillere fra sæsonene 2003/2004, 2004/2005 og 2005/2006 er
- Liudmila Bodnieva
- Nataliya Derepasko
- Luminita Dinu
- Deja Doler
- Anja Freser
- Katja Nyberg
- Cecilie Leganger
- Tatjana Oder
- Carmen Martin
- Allison Pineau